# مارينا غولاب
مارينا غولاب (بالروسية: Марина Голуб)‏ هي مذيعة ومقدمة تلفزيونية وممثلة روسية (وحملت سابقاً جنسية الاتحاد السوفيتي)، ولدت في 8 ديسمبر 1957 في موسكو في روسيا، وتوفي بنفس المكان في 9 أكتوبر 2012 بسبب حادث مرور. من الجوائز التي نالتها وسام الصداقة الروسي.

## جوائز
- وسام الصداقة الروسي
- فنان الاستحقاق لروسيا الاتحادية [الإنجليزية]‏

## وصلات خارجية
- الموقع الرسمي
- مارينا غولاب على موقع IMDb (الإنجليزية)
- مارينا غولاب على موقع أول موفي (الإنجليزية)
- مارينا غولاب على موقع قاعدة بيانات الفيلم (الإنجليزية)
- مارينا غولاب على موقع كينوبويسك (الروسية)